# Eukoenenia amatei
Espèce
Eukoenenia amatei est une espèce de palpigrades de la famille des Eukoeneniidae.

## Distribution
Cette espèce est endémique d'Andalousie en Espagne. Elle se rencontre à Almería dans la grotte Cueva Nueva dans la sierra de Gádor dans la province d'Almería.

## Description
La femelle holotype mesure 1,176 mm.

## Étymologie
Cette espèce est nommée en l'honneur de Juan Amate Salmerón.

## Publication originale
- Mayoral & Barranco, 2017 : A cave-dwelling Iberian palpigrade (Arachnida: Palpigradi) of the Eukoenenia mirabilis group. Zootaxa, no 4363(4), p. 561-568.